# Сагів Єгезкель
Сагів Шалом Єгезкель (івр. שגיב שלום יחזקאל, нар. 21 березня 1995, Рішон-ле-Ціон) — ізраїльський футболіст, захисник та півзахисник клубу «Маккабі» (Тель-Авів) та національної збірної Ізраїлю. Виступав також за низку ізраїльських і закордонних клубів.

## Клубна кар'єра
Сагів Єгезкель народився 1995 року в місті Рішон-ле-Ціон. Займався в юнацьких командах футбольних клубів «Хапоель» (Тель-Авів) та «Маккабі» (Тель-Авів), а в 2014 році Єгезкель розпочав грати за першу команду тель-авівського «Хапоеля», в якій грав до 2016 року. У 2016 році футболіст став гравцем клубу «Маккабі» (Тель-Авів), з якого наступного року його віддали в оренду до клубу «Хапоель» (Кір'ят-Шмона), а в 2018 році до клубу «Бней-Єгуда».
У 2019 році Сагів Єгезкель став гравцем клубу «Ашдод», у якому грав на правах постійного контракту, а в 2021 році перейшов до клубу «Хапоель» (Беер-Шева). З 2023 до 2024 року ізраїльський вінгер грав у складі турецького клубу «Антальяспор». З 2024 року Єгезкель знову грає у складі тель-авівського «Маккабі».

## Виступи за збірні
У 2012 році Сагів Єгезкель дебютував у складі юнацької збірної Ізраїлю, загалом на юнацькому рівні взяв участь у 23 іграх, відзначившись 4 забитими голами.
Протягом 2015—2017 років Єгезкель грав у складі молодіжної збірної Ізраїлю. На молодіжному рівні зіграв в одному офіційному матчі.
У 2022 році Сагів Єгезкель дебютував у складі національної збірної Ізраїлю. Станом на травень 2025 року зіграв у складі національної збірної 11 матчів, у яких забитими голами не відзначився.

## Титули і досягнення
- Володар Кубка Ізраїлю (1):

Хапоель (Беер-Шева): 2021-22
- Володар Суперкубка Ізраїлю (1):

Хапоель (Беер-Шева): 2022
- Володар Кубка Тото (1):

Маккабі (Тель-Авів): 2024-25
- Чемпіон Ізраїлю (1):

«Маккабі» (Тель-Авів): 2024-25